# یکی از دختران
«یکی از دختران» (انگلیسی: One of the Girls) ترانه‌ای از خواننده ترانه‌پرداز کانادایی د ویکند، خواننده و رپر کره جنوبی جنی و بازیگر و خواننده فرانسوی آمریکایی لی‌لی-رز دپ است. این ترانه در ۸ دسامبر ۲۰۲۳ توسط اکس‌دو و ریپابلیک رکوردز به عنوان نخستین تک‌آهنگ آیدل قسمت ۴ (موسیقی از مجموعه ارجینال اچ‌بی‌او)، یک آلبوم چندآهنگه از قسمت چهارم مجموعه تلویزیونی شبکه اچ‌بی‌او، آیدل است که این سه خواننده در آن حضور دارند.

## جدول‌ها
| جدول (۲۰۲۳–۲۰۲۴)                                    | بهترین جایگاه |
| --------------------------------------------------- | ------------- |
| استرالیا (ای‌آرآی‌ای)                                 | ۳۰            |
| استرالیا هیپ هاپ/آراندبی (ای‌آرآی‌ای)                 | ۷             |
| اتریش (او۳ تاپ ۴۰ اتریش)                            | ۷۲            |
| برزیل (برزیل هات ۱۰۰)                               | ۶۴            |
| کانادا (۱۰۰ تک‌آهنگ داغ کانادا)                      | ۲۹            |
| جمهوری چک (۱۰۰ تک‌آهنگ دیجیتال برتر)                 | ۸۹            |
| فرانسه (اس‌ان‌ئی‌پی)                                   | ۱۱۰           |
| آلمان (جدول‌های رسمی آلمان)                          | ۵۳            |
| ۲۰۰ آهنگ جهانی (بیلبورد)                            | ۱۰            |
| یونان بین‌المللی (آی‌اف‌پی‌آی)                          | ۳             |
| مجارستان (۴۰ تک‌آهنگ برتر)                           | ۴             |
| تک‌آهنگ‌های بین‌المللی هند (آی‌ام‌آی)                    | ۷             |
| اندونزی (بیلبورد)                                   | ۲             |
| ایرلند (ایرما)                                      | ۳۳            |
| لتونی (ال‌ای‌آی‌پی‌ای)                                  | ۱۰            |
| لبنان (تاپ ۲۰ لبنان)                                | ۱۰            |
| لیتوانی (ای‌جی‌ای‌تی‌ای)                                | ۶             |
| منا (آی‌اف‌پی‌آی)                                      | ۷             |
| مالزی (بیلبورد)                                     | ۱             |
| مالزی بین‌المللی (آرآی‌ام)                            | ۱             |
| هلند (۱۰۰ تک‌آهنگ برتر)                              | ۶۶            |
| نیوزیلند (انجمن صنعت ضبط نیوزیلند)                  | ۲۸            |
| نروژ (وی‌جی-لیستا)                                   | ۲۱            |
| فیلیپین (بیلبورد)                                   | ۹             |
| لهستان (تاپ ۱۰۰ استریم لهستانی)                     | ۴۰            |
| پرتغال (ای‌اف‌پی)                                     | ۲۳            |
| عربستان سعودی (آی‌اف‌پی‌آی)                            | ۱۶            |
| سنگاپور (آرآی‌ای‌اس)                                  | ۵             |
| اسلواکی (۱۰۰ تک‌آهنگ دیجیتال برتر)                   | ۳۵            |
| کره جنوبی بی‌می‌ام (گائون)                            | ۷۵            |
| کره جنوبی دانلود (گائون)                            | ۱۴۱           |
| سوئد (فهرست برترین‌های سوئد)                         | ۲۶            |
| سوئیس (شوایزر هیت‌پاراد)                             | ۴۵            |
| امارات متحده عربی (آی‌اف‌پی‌آی)                        | ۴             |
| تک‌آهنگ‌های بریتانیا (اوسی‌سی)                         | ۲۱            |
| بیلبورد هات ۱۰۰ ایالات متحده                        | ۵۱            |
| ترانه‌های داغ آراندبی/هیپ-هاپ ایالات متحده (بیلبورد) | ۱۷            |
| ۴۰ آهنگ برتر جریان اصلی ایالات متحده (بیلبورد)      | ۲۴            |
| ریتمیک ایالات متحده (بیلبورد)                       | ۹             |
| ویتنام (ویتنام هات ۱۰۰)                             | ۶             |

## گواهی‌نامه‌ها
| منطقه                                                                            | گواهی | واحد گواهی‌شده/فروش |
| -------------------------------------------------------------------------------- | ----- | ------------------ |
| استرالیا (آی‌اف‌پی‌آی استرالیا)                                                     | طلا   | ۳۵٬۰۰۰             |
| نیوزیلند (آرآی‌ای‌ان‌زد)                                                            | طلا   | ۱۵٬۰۰۰             |
| لهستان (زدپی‌ای‌وی)                                                                | طلا   | ۲۵٬۰۰۰             |
| پرتغال (انجمن صنفی گرامافون)                                                     | طلا   | ۵٬۰۰۰              |
| بریتانیا (بی‌پی‌آی)                                                                | نقره  | ۲۰۰٬۰۰۰            |
| Streaming                                                                        |       |                    |
| یونان (آی‌اف‌پی‌آی یونان)                                                           | طلا   | ۱٬۰۰۰٬۰۰۰          |
| رقم فروش+پخش جاری تنها بر پایهٔ گواهی‌ها. · رقم فقط پخش جاری تنها بر پایهٔ گواهی‌ها. |       |                    |

## تاریخچه انتشار
| منطقه        | تاریخ          | فرمت(ها)              | ورژن(ها)       | ناشر(ها)       | منابع  |
| ------------ | -------------- | --------------------- | -------------- | -------------- | ------ |
| مختلف        | ۸ دسامبر ۲۰۲۳  | دانلود دیجیتال استریم | 5-track single | اکس‌او ریپابلیک | [ ۴۷ ] |
| ایالات متحده | ۱۲ دسامبر ۲۰۲۳ | رادیو ریتمیک معاصر    | Original       | اکس‌او ریپابلیک | [ ۴۸ ] |
| ایالات متحده | ۱۴ ژوئن ۲۰۲۴   | ۷-اینچ                | Original       | اکس‌او ریپابلیک | [ ۴۹ ] |